# Flugplatz Munda

i8
i11
i13

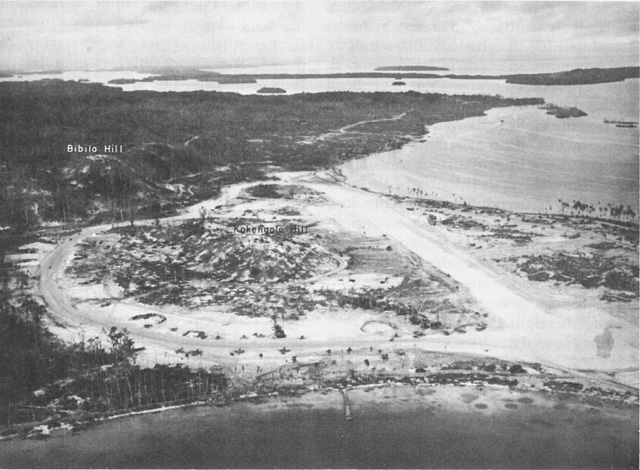
Das Munda Point Flugfeld während des Pazifikkriegs (1943)

Der Flugplatz Munda (oder Flugplatz Munda Point) ist der größte Flugplatz auf der Salomonen-Insel New Georgia bei der rund 3000 Einwohner zählenden Stadt Munda im Nordwesten der Insel.
Munda ist dank des Flughafens das Tourismuszentrum der Insel, das von Honiara, der Hauptstadt der Salomonen auf Guadalcanal, in etwas mehr als einer Flugstunde erreichbar ist.

## Geschichte
Vor dem Zweiten Weltkrieg gehörte das Land an der Roviana Lagune einer methodistischen Mission, die im Jahr 1902 in der Ebene des Kokenggolo Hügels gegründet wurde.
Am 13. November 1942 brachte der japanische Zerstörer Hakaze drei Kompanien der 6. Sasebo-Speziallandungseinheit nach Munda Point, die etwas später Verstärkung durch das 13. und 229. Infanterieregiment unter Taisa Hirata Genjiro erhielten. Die japanische Armee hatten schon einen Monat vorher eine Direktive erlassen, nach der bei Munda Point ein strategisch wichtiges Flugfeld zu errichten sei, das etwa 240 Kilometer nördlich des Lunga-Point-Flugfelds auf Guadalcanal liegt. Mitte November begannen die Bauarbeiten unter allerhöchster Geheimhaltung. Damit die in Bau befindliche Lande- bzw. Startbahn nicht aus der Luft zu sehen war, banden die Japaner die umstehenden hohen Palmen mit Drähten an den Wipfeln zusammen und legten zusätzlich auf diese so entstandene Dachkonstruktion Palmwedel. Nach Fertigstellung kappten sie einfach die Stämme und legten die Bahn frei. Doch durch den Küstenwächter Danny Kennedy gelangten Informationen über den Bau nach Guadalcanal, wo die Amerikaner das japanische Flugfeld Lunga Point schon im August eingenommen hatten und unter dem Namen Henderson Field (heute Flughafen Honiara) für ihre Zwecke weiterbetrieben. US-Aufklärungsflüge stellten daraufhin einen erhöhten Lastkahnverkehr fest und zeigten entlang des Flugfeldes viele zerquetschte Korallenbänke. Jedoch gelang es den Japanern bis zum 17. Dezember eine einen Kilometer lange und 40 Meter breite Bahn für ihre Kampfflugzeuge zu bauen. Unmittelbar danach begann der Bau einer Bahn für Bomber, die eine Länge von 1,4 Kilometern haben sollte.
Die japanische Marine und Heeresluftwaffe benutzte das Flugfeld als vorgeschobene Basis für ihre 204. und 252. Kokutai (Zero), 582. Kokutai (Val) und 11. Sentai (Oscar). Die Lufteinheiten flogen hauptsächlich Entlastungsangriffe auf die amerikanischen Stellungen auf Guadalcanal und unterstützten das japanische Bestreben zur Rückeroberung des Henderson Flugfelds (→ Schlacht um Guadalcanal). Diese Aktivitäten versuchten die Amerikaner durch laufende Bombardierungen von Flugzeugträgern aus zu stören, bzw. zu verhindern.
Während der Schlacht um die Nördlichen Salomonen konnten die Amerikaner im Rahmen der Schlacht um New Georgia am 20. Juni 1943 auf New Georgia landen. Munda Point selbst fiel am 5. August, nachdem das Flugfeld vom 22. Juli an im Mittelpunkt der amerikanischen Vorstöße lag.
Die Amerikaner bauten nach der Eroberung die Landebahn auf etwa fünf Kilometer Länge aus und legten ein weiträumiges Straßennetz an. Das Flugfeld wurde das meistbenutzte der Amerikaner in den Salomonen. Dort wurden TBF Avengers, F4U- und B-24-Bomber stationiert.